# مدار ۱ درجه جنوبی

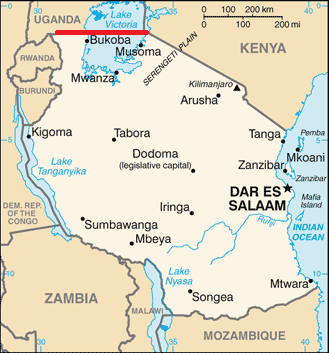
مدار ۱ درجه جنوبی (خط قرمز) که مرز میان تانزانیا و اوگاندا را تعیین می‌کند

مدار ۱ درجه جنوبی، دایره‌ای از عرض جغرافیایی است که در ۱ درجهٔ جنوبی خط استوا قرار دارد.

## گذر از مناطق
از نصف‌النهار مبدأ شروع می‌شود و به سمت مشرق ۱ درجه جنوبی از موارد زیر گذر می‌کند:
| مختصات‌ها                                           | کشور، قلمرو یا دریا       | توضیحات |
| -------------------------------------------------- | ------------------------- | --- |
| ۱°۰′ جنوبی ۰°۰′ شرقی / ۱٫۰۰۰°جنوبی ۰٫۰۰۰°شرقی      | اقیانوس اطلس              | |
| ۱°۰′ جنوبی ۸°۵۲′ شرقی / ۱٫۰۰۰°جنوبی ۸٫۸۶۷°شرقی     | گابن                      | |
| ۱°۰′ جنوبی ۱۴°۲۵′ شرقی / ۱٫۰۰۰°جنوبی ۱۴٫۴۱۷°شرقی   | جمهوری کنگو               | |
| ۱°۰′ جنوبی ۱۷°۲۰′ شرقی / ۱٫۰۰۰°جنوبی ۱۷٫۳۳۳°شرقی   | جمهوری دموکراتیک کنگو     | |
| ۱°۰′ جنوبی ۲۹°۳۵′ شرقی / ۱٫۰۰۰°جنوبی ۲۹٫۵۸۳°شرقی   | اوگاندا                   | |
| ۱°۰′ جنوبی ۳۰°۴۵′ شرقی / ۱٫۰۰۰°جنوبی ۳۰٫۷۵۰°شرقی   | اوگاندا / تانزانیا border | Mostly in دریاچه ویکتوریا |
| ۱°۰′ جنوبی ۳۰°۵۵′ شرقی / ۱٫۰۰۰°جنوبی ۳۰٫۹۱۷°شرقی   | کنیا / تانزانیا border    | A short section of the border (about 11km), entirely within دریاچه ویکتوریا |
| ۱°۰′ جنوبی ۳۴°۱′ شرقی / ۱٫۰۰۰°جنوبی ۳۴٫۰۱۷°شرقی    | کنیا                      | Passing about 30km north of the capital, نایروبی |
| ۱°۰′ جنوبی ۴۱°۷′ شرقی / ۱٫۰۰۰°جنوبی ۴۱٫۱۱۷°شرقی    | سومالی                    | |
| ۱°۰′ جنوبی ۴۲°۲′ شرقی / ۱٫۰۰۰°جنوبی ۴۲٫۰۳۳°شرقی    | اقیانوس هند               | گذرکردن از جنوب Addu Atoll, مالدیو |
| ۱°۰′ جنوبی ۹۸°۳۹′ شرقی / ۱٫۰۰۰°جنوبی ۹۸٫۶۵۰°شرقی   | اندونزی                   | جزیرهٔ سیبروت |
| ۱°۰′ جنوبی ۹۸°۵۶′ شرقی / ۱٫۰۰۰°جنوبی ۹۸٫۹۳۳°شرقی   | Mentawai Strait           | |
| ۱°۰′ جنوبی ۱۰۰°۲۱′ شرقی / ۱٫۰۰۰°جنوبی ۱۰۰٫۳۵۰°شرقی | اندونزی                   | جزیرهٔ سوماترا |
| ۱°۰′ جنوبی ۱۰۳°۵۹′ شرقی / ۱٫۰۰۰°جنوبی ۱۰۳٫۹۸۳°شرقی | Karimata Strait           | |
| ۱°۰′ جنوبی ۱۰۹°۲۷′ شرقی / ۱٫۰۰۰°جنوبی ۱۰۹٫۴۵۰°شرقی | اندونزی                   | جزیرهٔ Maya Karimata و بورنئو |
| ۱°۰′ جنوبی ۱۱۷°۸′ شرقی / ۱٫۰۰۰°جنوبی ۱۱۷٫۱۳۳°شرقی  | تنگه ماکاسار              | |
| ۱°۰′ جنوبی ۱۱۹°۲۸′ شرقی / ۱٫۰۰۰°جنوبی ۱۱۹٫۴۶۷°شرقی | اندونزی                   | جزیرهٔ سولاوسی |
| ۱°۰′ جنوبی ۱۲۰°۳۰′ شرقی / ۱٫۰۰۰°جنوبی ۱۲۰٫۵۰۰°شرقی | Gulf of Tomini            | |
| ۱°۰′ جنوبی ۱۲۱°۲۳′ شرقی / ۱٫۰۰۰°جنوبی ۱۲۱٫۳۸۳°شرقی | اندونزی                   | جزیرهٔ سولاوسی |
| ۱°۰′ جنوبی ۱۲۲°۴۷′ شرقی / ۱٫۰۰۰°جنوبی ۱۲۲٫۷۸۳°شرقی | دریای باندا               | |
| ۱°۰′ جنوبی ۱۲۳°۱۲′ شرقی / ۱٫۰۰۰°جنوبی ۱۲۳٫۲۰۰°شرقی | اندونزی                   | جزیرهٔ سولاوسی |
| ۱°۰′ جنوبی ۱۲۳°۲۲′ شرقی / ۱٫۰۰۰°جنوبی ۱۲۳٫۳۶۷°شرقی | دریای ملوک                | |
| ۱°۰′ جنوبی ۱۲۸°۱۹′ شرقی / ۱٫۰۰۰°جنوبی ۱۲۸٫۳۱۷°شرقی | اندونزی                   | جزیرهٔ Damar |
| ۱°۰′ جنوبی ۱۲۸°۲۴′ شرقی / ۱٫۰۰۰°جنوبی ۱۲۸٫۴۰۰°شرقی | دریای هالماهرا            | |
| ۱°۰′ جنوبی ۱۳۰°۳۸′ شرقی / ۱٫۰۰۰°جنوبی ۱۳۰٫۶۳۳°شرقی | اندونزی                   | جزیرهٔ Salawati و گینه نو |
| ۱°۰′ جنوبی ۱۳۴°۳′ شرقی / ۱٫۰۰۰°جنوبی ۱۳۴٫۰۵۰°شرقی  | Cenderawasih Bay          | |
| ۱°۰′ جنوبی ۱۳۴°۴۸′ شرقی / ۱٫۰۰۰°جنوبی ۱۳۴٫۸۰۰°شرقی | اندونزی                   | جزیرهٔ Noemfoor |
| ۱°۰′ جنوبی ۱۳۴°۵۷′ شرقی / ۱٫۰۰۰°جنوبی ۱۳۴٫۹۵۰°شرقی | Cenderawasih Bay          | |
| ۱°۰′ جنوبی ۱۳۵°۴۸′ شرقی / ۱٫۰۰۰°جنوبی ۱۳۵٫۸۰۰°شرقی | اندونزی                   | جزیرهٔ Biak |
| ۱°۰′ جنوبی ۱۳۶°۸′ شرقی / ۱٫۰۰۰°جنوبی ۱۳۶٫۱۳۳°شرقی  | اقیانوس آرام              | گذرکردن از شمال atolls of Pelleluhu و Heina, پاپوآ گینه نو · گذرکردن از جنوب Kaniet Islands, پاپوآ گینه نو · گذرکردن از جنوب Banaba Island, کیریباتی · Passing between the atolls of نونوتی و تابیتیویا, کیریباتی |
| ۱°۰′ جنوبی ۹۱°۲۶′ غربی / ۱٫۰۰۰°جنوبی ۹۱٫۴۳۳°غربی   | اکوادور                   | جزیرهٔ Isabela |
| ۱°۰′ جنوبی ۹۱°۴′ غربی / ۱٫۰۰۰°جنوبی ۹۱٫۰۶۷°غربی    | اقیانوس آرام              | گذرکردن از جنوب جزیرهٔ San Cristóbal, اکوادور |
| ۱°۰′ جنوبی ۸۰°۵۱′ غربی / ۱٫۰۰۰°جنوبی ۸۰٫۸۵۰°غربی   | اکوادور                   | |
| ۱°۰′ جنوبی ۷۵°۲۳′ غربی / ۱٫۰۰۰°جنوبی ۷۵٫۳۸۳°غربی   | پرو                       | |
| ۱°۰′ جنوبی ۷۴°۱۶′ غربی / ۱٫۰۰۰°جنوبی ۷۴٫۲۶۷°غربی   | کلمبیا                    | |
| ۱°۰′ جنوبی ۶۹°۲۵′ غربی / ۱٫۰۰۰°جنوبی ۶۹٫۴۱۷°غربی   | برزیل                     | آمازوناس رورایما Amazonas پارا آماپا مارانیائو Pará - جزیرهٔ Grande do Gurupá و ماراژو, and the mainland |
| ۱°۰′ جنوبی ۴۶°۱۱′ غربی / ۱٫۰۰۰°جنوبی ۴۶٫۱۸۳°غربی   | اقیانوس اطلس              | |